# Pierre Vernier (acteur)
Pour les articles homonymes, voir Rayer, Pierre Vernier et Vernier.
Pierre Vernier est un acteur français né le 25 mai 1931 à Saint-Jean-d'Angély (Charente-Inférieure) et mort le 9 octobre 2024 à Auch (Gers).
Il devient célèbre grâce à son premier rôle dans le feuilleton télévisé Rocambole diffusé en 1964 à la télévision française. Durant les années 1960 à 1980, on le retrouve dans plusieurs films populaires, notamment aux côtés de son ami Jean-Paul Belmondo.

## Biographie

### Origines et formation
Pierre Vernier naît sous le nom d'état civil de Pierre Louis Rayer. Il aurait choisi son nom de scène en référence à la commune de La Vergne, où sa famille avait une propriété. Ancien élève du Conservatoire national supérieur d'art dramatique (promotion 1954), il y rencontre ceux qui deviendront ses amis et l'accompagneront durant sa carrière : Jean-Paul Belmondo, Jean-Pierre Marielle, Jean Rochefort, Bruno Cremer, etc.

### Carrière
En 1959, il joue avec Jean Gabin dans Rue des prairies, mais c'est Claude Chabrol qui le fait réellement débuter au cinéma avec des rôles plus importants (Ophélia en 1961, Landru en 1963). Il retrouve Gabin en 1966 dans Le Jardinier d'Argenteuil et joue Bonaparte dans Caroline chérie.
Il devient célèbre avec le feuilleton télévisé Rocambole, adapté du roman de Ponson du Terrail. Il a aussi joué un rôle important, celui de l'espion français Jolivet, dans la série à succès Michel Strogoff diffusée à l'occasion des fêtes de la fin d'année 1975.
Pierre Vernier joue dès lors avec les plus grands réalisateurs, essentiellement dans des seconds rôles souvent remarqués : Henri Verneuil, André Delvaux, Jacques Deray, Joseph Losey, Claude Lelouch, Jean-Daniel Verhaeghe ou Valérie Lemercier. En 2008, il interprète Charles de Gaulle pour la télévision (Adieu de Gaulle, adieu).
Il se signale notamment par sa « distinction naturelle » et sa « diction particulièrement soignée ». Il joue régulièrement avec ses amis Belmondo et Marielle, au théâtre (Kean, Cyrano de Bergerac, La Puce à l'oreille, Le Nouveau Testament…) et au cinéma (Week-end à Zuydcoote, Stavisky, Le Guignolo, Le Professionnel, etc.).
Après la mort de Jean-Paul Belmondo en 2021, il est avec Françoise Fabian le dernier survivant de la fameuse « bande du Conservatoire » qui a marqué le cinéma et le théâtre français à partir des années 1950.

### Vie privée
Pierre Vernier a été marié à l'actrice Rita Ghéno durant treize ans. Il se remarie le 13 mars 1974 avec Brigitte Lefèvre, mais divorce quelques années plus tard[réf. nécessaire].
Dans le Gers où il a pris sa retraite, il est devenu président départemental de l'Association des visiteurs de malades en milieu hospitalier,.

### Mort
Pierre Vernier meurt le 9 octobre 2024 à Auch, à l'âge de 93 ans,. Il est inhumé dans la plus stricte intimité le 11 octobre au cimetière de Roquebrune (Gers).

## Filmographie
Sauf indication contraire, les informations mentionnées dans cette section peuvent être confirmées par la base de données cinématographiques IMDb,  présente dans la section « Liens externes ».

### Cinéma

#### Longs métrages
- 1950 : Juliette ou la Clé des songes de Marcel Carné : le jeune homme aux souvenirs
- 1956 : Les Copains du dimanche d’Henri Aisner : un ouvrier ajusteur
- 1958 : Les Affreux de Marc Allégret : Jacques, le fiancé
- 1959 : Rue des prairies de Denys de La Patellière : un inspecteur
- 1959 : Les Yeux de l'amour de Denys de La Patellière
- 1960 : Les Godelureaux de Claude Chabrol : Bernard "2"
- 1961 : Ophélia de Claude Chabrol : Paul
- 1962 : Landru de Claude Chabrol : un magistrat
- 1964 : Week-end à Zuydcoote de Henri Verneuil : un soldat
- 1964 : La difficulté d'être infidèle de Bernard Toublanc-Michel
- 1964 : La Bonne Occase de Michel Drach
- 1965 : La Grosse Caisse d’Alex Joffé : un agent de la sécurité
- 1965 : Un mari à prix fixe de Claude de Givray : l'apiculteur
- 1965 : Un milliard dans un billard de Nicolas Gessner : Roger
- 1965 : Pas de caviar pour tante Olga de Jean Becker : Hector Dumont-Fréville
- 1965 : Paris brûle-t-il ? de René Clément - sous réserves
- 1966 : Le Jardinier d'Argenteuil de Jean-Paul Le Chanois : Noël
- 1968 : Caroline chérie de Denys de La Patellière : Bonaparte
- 1971 : Rendez-vous à Bray d’André Delvaux : M. Hausmann
- 1971 : Des Espagnoles à Paris (Espanolas en Paris) de Roberto Bodegas : M. Lemonier
- 1973 : Stavisky… d’Alain Resnais : Maître Pierre Grammont
- 1973 : Le Révolver aux cheveux rouges "Manalive" de Denise Geilfus et Frédéric Geilfus : Innocence Smit
- 1973 : Une Chinoise aux nerfs d'acier "Das Mädchen von Hongkong" de Jürgen Roland : Richmond
- 1974 : Piaf de Guy Casaril : Raymond Asso
- 1976 : Monsieur Klein de Joseph Losey : un policier
- 1978 : Le Sucre de Jacques Rouffio : M. Latoussaint
- 1979 : Cause toujours... tu m'intéresses ! d’Édouard Molinaro : René Martin, l'homme à la cravate rouge
- 1979 : I… comme Icare de Henri Verneuil : Charly Feruda, un collaborateur du procureur Volney
- 1979 : Le Guignolo de Georges Lautner : Helmut von Nassau
- 1979 : Les Chiens d’Alain Jessua : M. Gauthier
- 1980 : Tendres Cousines de David Hamilton : le père de Julien
- 1980 : La Provinciale de Claude Goretta : le publiciste
- 1980 : On n'est pas des anges... elles non plus de Michel Lang : M. Grégoire
- 1981 : Le Professionnel de Georges Lautner : Salvatore Volfoni
- 1981 : Josepha de Christopher Frank : Jenner
- 1981 : Salut, j'arrive de Gérard Poteau : Michel, le mari de Carole
- 1982 : Qu'est-ce qu'on attend pour être heureux ! de Coline Serreau : Rudolph Valentino
- 1983 : L'Ami de Vincent de Pierre Granier-Deferre : Gérard
- 1983 : Le Marginal de Jacques Deray : l'inspecteur Rojinski
- 1984 : Le Transfuge de Philippe Lefebvre
- 1984 : The Frog Prince de Brian Gilbert : M. Bourneuf
- 1984 : Une Américaine à Paris / Double jeu (American Dreamer) de Rick Rosenthal
- 1986 : Cours privé de Pierre Granier-Deferre : Philippe
- 1986 : Le Solitaire de Jacques Deray : M. Maurin
- 1988 : Itinéraire d'un enfant gâté de Claude Lelouch : le curé de Sam
- 1988 : À gauche en sortant de l'ascenseur d’Édouard Molinaro : André Arnaud
- 1989 : Romuald et Juliette de Coline Serreau : M. Blache
- 1992 : Betty de Claude Chabrol : le médecin
- 1992 : La Belle Histoire de Claude Lelouch : le proviseur
- 1992 : L'Inconnu dans la maison de Georges Lautner : le président du tribunal
- 1995 : Les Misérables de Claude Lelouch : le chef du bagne
- 1997 : Le Clone de Fabio Conversi : Armand
- 2000 : Sous le sable de François Ozon : Gérard
- 2004 : La confiance règne d’Étienne Chatiliez : Jacques Thérion
- 2004 : L'Antidote de Vincent de Brus : le senior
- 2005 : Palais royal ! de Valérie Lemercier : M. l'ambassadeur
- 2005 : L'Ivresse du pouvoir de Claude Chabrol : le président Martino
- 2005 : Le Grand Meaulnes de Jean-Daniel Verhaeghe : le recteur
- 2012 : Comme un chef de Daniel Cohen : Paul Matter
- 2012 : La Fleur de l'âge de Nick Quinn : Maurice Renouard
- 2013 : 100% cachemire de Valérie Lemercier : Monsieur de la Chaise
- 2017 : Marie-Francine de Valérie Lemercier : Client Vaporette Oh!

#### Courts métrages
- 1963 : Sur le même palier de Jean Venard
- 1964 : Premier avril de Christian Duvaleix
- 1964 : Le Gain de temps de Christian Duvaleix
- 1969 : L'Armoire de Jean-Pierre Moulin
- 1999 : Monsieur le député de Christian Carion

### Télévision
- 1964 : Le Dossier de Londres - Commandant X de Jean-Paul Carrère : Poirot
- 1964 : Rocambole de Jean-Pierre Decourt : Rocambole (1re et 2e époques)
- 1965 : Les Cinq Dernières Minutes de Claude Loursais : l'inspecteur Sotero
- 1965 : Rocambole de Jean-Pierre Decourt : Rocambole (3e époque)
- 1965 : Sens interdit de Roger Kahane : Joseph
- 1966 : Orion le tueur de Georges Folgoas : Orion
- 1968 : La Double Inconstance de Marivaux : Trivelin
- 1969 : Agence Intérim de Marcel Moussy et Pierre Neurrisse : Vic
- 1969 : L'Officier recruteur de Jacques Pierre : M. Ledigne
- 1970 : La Brigade des maléfices / Les dents d'Alexis de Claude Guillemot et Claude-Jean Philippe : Alexis de Sambleux
- 1970 : Un jeu d'enfer de Marcel Cravenne : Louis de Forbin
- 1971 : Les Papiers d'Aspern de Raymond Rouleau : Pasquale
- 1972 : Au théâtre ce soir : Un mari idéal d'Oscar Wilde, réalisation Pierre Sabbagh : Lord Goring
- 1972 : Les Évasions célèbres, épisode L'étrange trépas de Monsieur de la Pivardière : l'abbé Charroz
- 1973 : L'Étrange Histoire d'une aboyeuse d'Aldo Altit : le PDG publicitaire
- 1974 : Au théâtre ce soir : Sincèrement de Michel Duran, réalisation Georges Folgoas : René
- 1974 : Le comte Yoster a bien l'honneur - Das Spiel mit dem Tode de Jean Herman : Rudolph Briesheim
- 1974 : La Crécelle de Roger Kahane : Percy
- 1975 : Michel Strogoff de Jean-Pierre Decourt : Jolivet
- 1975 : L'Ingénu de Jean-Pierre Marchand : l'officier français
- 1975 : L'Inspecteur Wens : Six hommes morts - Les Grands Détectives de Jean Herman : Santerre
- 1975 : Sarah de Marcel Bluwal : le valet
- 1975 : Le Secret des dieux de Guy-André Lefranc : le lieutenant Popp
- 1976 : Les Mystères de New York de Jaime Jaimon : Dan Voke
- 1976 : Les Devaries - L'inspecteur mène l'enquête
- 1976 : Commissaire Moulin - La peur des autres de Alain Dhénaut : Jacques Frémont
- 1977 : Jean de La Fontaine de Jacques Vigoureux : Jean de La Fontaine
- 1977 : Zoo ou l'assassin philanthrope de Renaud Saint-Pierre
- 1977 : Richelieu, le Cardinal de Velours de Jean-Pierre Decourt : le cardinal de Richelieu
- 1977 : Chapeau melon et bottes de cuir - K is for kill part 1 : The Tiger awakes de Yvon-Marie Coulais : le colonel Martin
- 1977 : Chapeau melon et bottes de cuir - K is for kill part 2 : Tiger by the tail de Yvon-marie Coulais : le colonel Martin
- 1977 : Les Folies d'Offenbach : Henri Meilhac
- 1978 : Madame le juge de Nadine Trintignant : le commandant
- 1978 : Émile Zola ou la Conscience humaine de Stellio Lorenzi : le colonel Picquart
- 1978 : Mazarin de Pierre Cardinal : le cardinal de Richelieu
- 1980 : L'Été indien de Jean Delannoy : Julien
- 1980 : Le président est gravement malade de Yves Ciampi : le docteur Grayson
- 1980 : Prince ou pitre - Les amours des années folles de Philippe Galardi : le prince Hector
- 1981 : Un contre temps inoubliable - Mon meilleur Noël de Pierre Jallaud : Thomas
- 1981 : Montesquieu - La mémoire des siècles : Montesquieu
- 1982 : L'Affaire Tromse - Messieurs les jurés de Jean-Marie Coldefy : l'avocat général
- 1983 : Fabien de la Drôme de Michel Wyn : Serviat
- 1984 : Le Ciel et le Feu - Aéroport de Roger Burckhardt : Walther Joss
- 1984 : L'Amour en héritage (Mistral's Daughter) de Douglas Hickox et Kevin Connor : Me Duclos
- 1985 : L'Année terrible de Claude Santelli
- 1985 : L'Affaire joli-cœur - Madame et ses flics de Roland-Bernard : Leolero
- 1985 : L'Ingénu du clairon - "Madame et ses flics" de Roland-Bernard
- 1985 : Compagnons du nouveau monde - Les colonnes du ciel de Gabriel Axel : le père Thérien
- 1986 : Shergar : Screen two de Nigel Finch : M. Drion
- 1986 : L'ami Maupassant - Berthe de Claude Santelli : Paul
- 1986 : Monte Carlo d'Anthony Page : le commandant italien
- 1986 : La Berlue, retransmission depuis le théâtre par Georges Folgoas : Albert
- 1986 : Un seul être vous manque de Jacques Doniol-Valcroze : Charles
- 1987 : Dont't wait up de Harold Snoad : Jean Richard
- 1988 : Floodtide de Tom Cotter : Morant
- 1988 : La Belle Anglaise de Jacques Besnard
- 1988 : Hemingway de Bernhard Sinkel
- 1988 : L'Affaire Saint-Romans de Michel Wyn
- 1988 : La Vie en panne d'Agnès Delarive : M. Brisset
- 1988 : Kean de Pierre Badel : le prince de Galles
- 1990 : L'Amour toujours l'amour - La belle Anglaise de Jacques Besnard
- 1992 : Escapade à Paris - Liebesreise de Sylvia Hoffmann
- 1993 : Embrasse-moi vite ! de Gérard Marx : Georges
- 1993 : L'Interdiction de Jean-Daniel Verhaeghe : le juge Granville
- 1993 : Le Château des Oliviers de Nicolas Gessner : M. Rocher
- 1993 : Les Cinq Dernières Minutes - Scaramouche de Jean-Jacques Kahn : M. Brinville
- 1993 : B comme Bolo de Jean-Daniel Verhaeghe : M. Jacquet
- 1994 : Eugénie Grandet de Jean-Daniel Verhaeghe : M. des Grassins
- 1995 : Un si bel orage de Jean-Daniel Verhaeghe : le comte de Saint-Pons
- 1995 : Pour l'amour de Thomas de Claude Gagnon : le docteur Hardy
- 1995 : La Duchesse de Langeais de Jean-Daniel Verhaeghe
- 1995 : Associations de bienfaiteurs de Jean-Daniel Verhaeghe : M. Bocal
- 1995 : Belle Époque de Gavin Millar : Sommer
- 1996 : L'Avocate : Edmond
- 1997 : La Puce à l'oreille de Yves di Tullio : Romain Tournel
- 1997 : Le Rouge et le Noir de Jean-Daniel Verhaeghe : l'abbé Frilair
- 1997 : Le bonheur est un mensonge de Patrick Dewolf : Victor Larrieux
- 1998 : Le Clone de Fabio Conversi : Armand
- 1998 : H - Une histoire de professeur de Édouard Molinaro : le professeur Garnier
- 1999 : Joséphine, ange gardien - Une santé de fer de Henri Helman : Jean-Louis Pirou
- 2000 : Victoire ou la Douleur des femmes de Nadine Trintignant : le directeur de l'hôpital
- 2001 : L'Île bleue de Nadine Trintignant
- 2001 : L'Aîné des Ferchaux de Bernard Stora : le compagnon de Maud
- 2001 : Madame de... de Jean-Daniel Verhaeghe : le bijoutier
- 2002 : La Bataille d'Hernani de Jean-Daniel Verhaeghe : Taylor
- 2003 : Le Nouveau Testament de Yves di Tullio et Bernard Murat : Adrien Worms
- 2003 : Les Thibault de Jean-Daniel Verhaeghe : l'abbé Vecard
- 2003 : Le juge est une femme, épisode Jackpot de Stéphane Kappes : Rossignol
- 2003 : Les Enfants du miracle de Sébastien Grall : Lantier
- 2004 : Le Père Goriot de Jean-Daniel Verhaeghe : Poiret
- 2004 : Louis Page - Un vieil ami de Jean-Daniel Verhaeghe : le vicaire
- 2004 : Un jeu dangereux de Patrick Dewolf : Antoine Tamara
- 2005 : Julie Lescaut - Une affaire jugée de Daniel Janneau : Antoine Duval
- 2005 : Jaurès, naissance d'un géant de Jean-Daniel Verhaeghe : le marquis de Solages
- 2006 : Galilée ou l'Amour de Dieu de Jean-Daniel Verhaeghe : le cardinal Bellarmin
- 2006 : Mémoire morte - Homicides de Christophe Barraud
- 2006 : Djihad! de Félix Olivier : Paul Bayard
- 2007 : Le Clan Pasquier de Jean-Daniel Verhaeghe : Censier
- 2008 : Raboliot de Jean-Daniel Verhaeghe : le comte
- 2008 : Adieu de Gaulle, adieu de Laurent Herbiet : Charles de Gaulle
- 2010 : Le Fauteuil hanté de Claude Chabrol : Hypollite Patard
- 2010-2013 : Fais pas ci, fais pas ça, saisons 3 et 6 : Bon Papa
- 2011 : Belmondo, itinéraire… de Vincent Perrot et Jeff Domenech : témoignage
- 2013 : Les affaires sont les affaires de Philippe Bérenger : l'intendant
- 2013 : Les Enquêtes du commissaire Laviolette, épisode Le Commissaire dans la truffière de Bruno Gantillon : le marquis de Brèdes
- 2014 : Meurtre à l'Abbaye de Rouen de Christian Bonnet : Dominique Mège
- 2014 : Les Trois Silences de Laurent Herbiet : Marcel
- 2014 : La Douce Empoisonneuse de Bernard Stora : Dr Jacquot

## Théâtre
- 1950 : Poof d'Armand Salacrou, mise en scène Yves Robert, théâtre Édouard-VII
- 1954 : Les Boulingrin de Georges Courteline
- 1957 : Mariera qui voudra de, mise en scène Pierre-Jacques Arrese, théâtre de l'Œuvre
- 1958 : Scènes de comédie d'Alain, mise en scène François Maistre, théâtre de Lutèce
- 1960 : La Jubilaire de Joseph Breitbach, mise en scène Michel de Ré, théâtre Hébertot
- 1960 : John Smith 1er de Jaime Silas, mise en scène Michel de Ré, théâtre de l'Œuvre
- 1960 : Une demande en mariage de Simone Dubreuilh, mise en scène Michel de Ré, théâtre de l'Alliance française
- 1961 : Les Papiers d'Aspern de Michael Redgrave d'après Henry James, adaptation Marguerite Duras, Robert Antelme, mise en scène Raymond Rouleau, théâtre des Mathurins
- 1961 : Liliom de Ferenc Molnár, mise en scène Jean-Pierre Grenier, théâtre de l'Ambigu
- 1961 : Voulez-vous jouer avec moâ ? de Marcel Achard, mise en scène Henri Soubeyran, Festival de Vaison-la-Romaine
- 1962 : Un otage de Brendan Behan, mise en scène Georges Wilson, Odéon-Théâtre de France
- 1962 : La Révélation de René-Jean Clot, mise en scène Jean-Louis Barrault, Odéon-Théâtre de France
- 1962 : Lieutenant Tenant de Pierre Gripari, mise en scène Jean-Paul Cisife, théâtre de la Gaîté-Montparnasse
- 1963 : Sémiramis de Marc Camoletti, mise en scène Michel de Ré, théâtre Édouard-VII
- 1964 : 2+2=2 de Staf Knop, mise scène Georges Vitaly, théâtre La Bruyère
- 1964 : Tim de Pol Quentin, mise en scène Jacques-Henri Duval, théâtre Édouard-VII
- 1965 : La Calèche de Jean Giono, mise en scène Jean-Pierre Grenier, théâtre Sarah-Bernhardt
- 1966 : Marat-Sade de Peter Weiss, mise en scène Jean Tasso et Gilles Segal, théâtre Sarah-Bernhardt
- 1968 : L'Enlèvement de Francis Veber, mise en scène Jacques Fabbri, théâtre Édouard-VII
- 1969 : Tambours et trompettes de Bertolt Brecht, mise en scène Jean-Pierre Vincent, théâtre de la Ville
- 1970 : L'Enterrement d'Henry Monnier, mise en scène André Barsacq, théâtre de l'Atelier
- 1972 : Les Possédés d'Albert Camus d'après Fiodor Dostoïevski, mise en scène Jean Mercure, théâtre de la Ville
- 1972 : La Langue au chat de Roger Planchon, mise en scène de l'auteur et Gilles Chavassieux, théâtre du Gymnase, maison de la culture de Reims, TNP Villeurbanne, théâtre de Nice
- 1975 : Zoo ou l'Assassin philanthrope de Vercors, mise en scène Jean Mercure, théâtre de la Ville
- 1978 : Voyage à trois de Jean de Létraz, Festival de Saint-Jean-de-Monts
- 1980 : Une drôle de vie de Brian Clark, mise en scène Michel Fagadau, théâtre Antoine, théâtre des Célestins
- 1984 : Banco ! d’Alfred Savoir, mise en scène Robert Manuel, théâtre de la Michodière
- 1985 : Olympe dort de Constance Delaunay, mise en scène Claude Santelli, Petit Odéon
- 1985 : La berlue de Jean-Jacques Bricaire et Maurice Lasaygues, mise en scène René Clermont, Petit Marigny, tournée Herbert-Karsenty
- 1986 - Frédéric et Voltaire[12], de Bernard Da Costa, mise en scène de Yves Pignot, Petit-Théâtre Montparnasse
- 1987 : Kean de Jean-Paul Sartre d'après Alexandre Dumas, mise en scène Robert Hossein, théâtre Marigny
- 1988 : L'Inconvenant de Gildas Bourdet, mise en scène de l'auteur, théâtre de l'Idéal, théâtre national de la Colline
- 1990 : Cyrano de Bergerac d’Edmond Rostand, mise en scène Robert Hossein
- 1993 : Tailleur pour dames de Georges Feydeau, mise en scène Bernard Murat, théâtre de Paris
- 1996 : La Puce à l'oreille de Georges Feydeau, mise en scène Bernard Murat, théâtre des Variétés
- 1997 : La Puce à l'oreille de Georges Feydeau, mise en scène Bernard Murat, théâtre des Variétés
- 1998 : Frédérick ou le boulevard du crime d’Éric-Emmanuel Schmitt, mise en scène Bernard Murat, théâtre Marigny
- 1999 : Le Nouveau Testament de Sacha Guitry, mise en scène Bernard Murat, théâtre des Variétés
- 2007 : Les Correspondances de Groucho Marx, mise en scène Patrice Leconte, théâtre de l'Atelier

## Radio

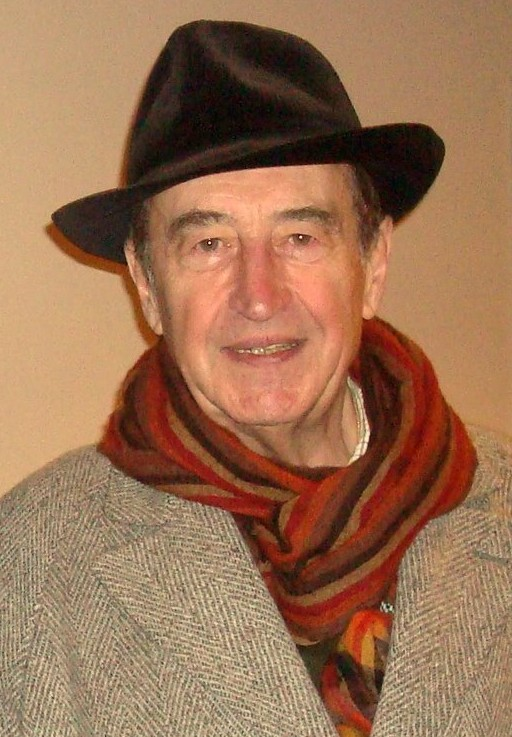
Pierre Vernier à Dinan en 2008.

- 26 mars 1963 : dans la série Les Maîtres du mystère : Prenez garde au photographe

## Doublage

### Cinéma

#### Films
- 1967 : La Grosse Pagaille : Pr Giuliano Fineschi (Terence Hill)
- 1968 : L'Amour à cheval : Sandro Maldoni (Gigi Proietti)
- 1985 : Brazil : Sam Lowry (Jonathan Pryce)
- 1985 : L'Année du dragon : Louis Bukowski (Raymond J. Barry)
- 1996 : L'Agent secret : Verloc (Bob Hoskins)
- 1999 : Le Déshonneur d'Elisabeth Campbell : Joseph Campbell (James Cromwell)

### Télévision

#### Téléfilms
- 1999 : Citizen Welles : William Randolph Hearst (James Cromwell)

## Distinctions

### Récompenses
- 2009 : Meilleure interprétation masculine au Festival TV de Luchon pour Adieu de Gaulle, adieu…
- 2010 : Nymphe d'or du meilleur acteur au Festival de télévision de Monte-Carlo pour Adieu de Gaulle, adieu…

### Décorations
- Chevalier de l'ordre national du Mérite le 15 mai 2016[13]
- Officier de l'ordre des Arts et des Lettres